# 자크 오디아르
자크 오디아르(프랑스어: Jacques Audiard, 1952년 4월 21일 ~ )는 프랑스의 영화 감독이자 각본가이며, 각본가이자 영화 감독으로 유명했던 미셸 오디아르의 아들이다.
세자르 작품상, 영국 아카데미 외국어 작품상을, 2005년에 《내 심장이 건너뛴 박동》, 2010년에 《예언자》로 각각 두 차례 수상하였다. 또한 칸 영화제에서도 그랑프리상을 수상했다.

## 작품 목록
- 그들이 어떻게 추락하는지 보라 (1994)
- 위선적 영웅 (1996)
- 내 마음을 읽어 봐 (2001)
- 내 심장이 건너뛴 박동 (2005)
- 예언자 (2009)
- 러스트 앤 본 (2012)
- 디판 (2015)
- 시스터스 브라더스 (2018)
- 파리, 13구 (2021)
- 에밀리아 페레즈 (2024)